# Dinu Airinei
Dinu Airinei (n. 1 septembrie 1954) este un economist român, care a fost decan al Facultatea de Economie și Administrarea Afacerilor din Iași (din 2008).

## Biografie
Dinu Airinei s-a născut la data de 1 septembrie 1954. A absolvit cursurile de la Facultatea de Științe Economice, Specializarea Contabilitate din cadrul Universității "Al.I.Cuza" din Iași.
După absolvirea facultății, a lucrat în învățământul superior la Catedra de Informatică Economică a Facultații de Economie și Administrarea Afacerilor din Iași ca asistent (1982-1990), lector (1990-1998), conferențiar (1998-2000) și apoi ca profesor universitar (din 2000). Predă cursurile de Informatică de gestiune, Sisteme informaționale și Sisteme de asistare a deciziilor.
A efectuat o serie de stagii de perfecționare și anume: stagiu de perfecționare în domeniul informaticii de gestiune la Universitatea Paris XI (1992), Universitatea Insulelor Baleare din Palma de Mallorca (1992), Universitatea de Științe și Tehnologie din Lille (1995), Universitatea Paris XII (1997) și la Universitatea Catolică din Leuven (2001), stagiu de perfecționare în domeniul managementului universitar pe probleme ECTS la Universitatea Liberă din Bruxelles (1999) și Universitatea Bristol (2001).
De asemenea, prof. Airinei a îndeplinit funcția de Director adjunct la Centrul Româno-American de Dezvoltare a Întreprinderilor Private (CRADIP) din Iași (1995-1999), șef al Catedrei de Informatică Economică din Facultatea de Economie și Administrarea Afacerilor (1998-2000) și prodecan al Facultății de Economie și Administrarea Afacerilor (2000-2008).
În ianuarie 2008, a fost ales în funcția de decan al Facultății de Economie și Administrarea Afacerilor din Iași.
Profesorul Airinei este membru în Asociația Generală a Economiștilor din România (AGER).

## Lucrări publicate
Dinu Airinei este autor, coautor și coordonator al mai multor lucrări în domeniul informaticii aplicate în economie. Dintre acestea menționăm:
- Prelucrarea electronică a informației financiar-contabile, COBOL - Programare structurată (Ed. Universității "Al. I. Cuza" Iași, 1985) - în colaborare cu Th. Neagu, Dumitru Oprea, M.D. Paraschivescu și Ana Grama;
- Modele de aplicații pentru disciplina "Prelucrarea electronică a informației economice" (Ed. Universității "Al. I. Cuza" Iași, 1987) - în colaborare cu Ioan Andone și Dumitru Oprea;
- Limbaje de programare și bănci de date (Ed. Universității "Al. I. Cuza" Iași, 1990) - în colaborare cu Ioan Andone și Dumitru Oprea;
- Bazele informaticii economice (Ed. Universității "Al. I. Cuza" Iași, 1990) - în colaborare cu Ioan Andone și Dumitru Oprea;
- Aplicații cu macrouri în LOTUS 1-2-3 (Ed. Policromia Piatra-Neamț, 1995) - în colaborare cu Dumitru Oprea, Gabriela Meșniță și Florin Dumitriu;
- Sisteme expert în activitatea financiar-contabilă (Ed. Tiparul Iași, 1997);
- Proiectarea sistemelor informatice. Lucrări practice (Ed. Universității "Al. I. Cuza" Iași, 1998) - în colaborare cu Dumitru Oprea, M.D. Paraschivescu și Ana Grama;
- Medii de programare. Aplicații practice pentru gestiunea întreprinderilor (Ed. Tiparul Iași, 1998) - în colaborare cu Ioan Brava;
- Medii de programare (Ed. Sedcom Libris Iași, 2001) - în colaborare cu Maria Filip, Ana Grama, Marin Fotache, Luminița Fânaru, Florin Dumitriu și Alexandru Țugui Alexandru;
- Introducere în informatica economică (Ed. Sedcom Libris Iași, 2001) - în colaborare cz Maria Filip, Tudorel Fătu și Ana Grama;
- Introducere în informatica economică. Concepte de baza, hardware, software, structuri de date și de prelucrare, curs pentru studenții de la învățământul la distanță (Ed. Timpul Iași, 2001) - în colaborare cu Doina Fotache, Luminița Fânaru și Mircea Georgescu;
- Medii de programare. Teste grilă (Ed. Sedcom Libris Iași, 2002) - în colaborare cu Maria Filip, Ana Grama, Marin Marin, Luminița Fânaru, Florin Dumitriu și Alexandru Țugui;
- Sisteme informaționale pentru afaceri (Ed. Polirom Iași, 2002) - în colaborare cu Dumitru Oprea și Marin Fotache;
- Depozite de date (Ed. Polirom, Iași, 2003);
- Modele de aplicații practice în Microsoft Excel și Visual FoxPro (Ed. Sedcom Libris Iași, 2003) - în colaborare etc.

De asemenea, el a publicat peste 20 de studii și articole din domeniul informaticii aplicate în economie.